# La Chenalotte
La Chenalotte é uma comuna francesa na região administrativa de Borgonha-Franco-Condado, no departamento de Doubs. Estende-se por uma área de 4,88 km². Em 2010 a comuna tinha 504 habitantes (densidade: 103,3 hab./km²).